# アドルフ・フリードリヒ・フォルマー

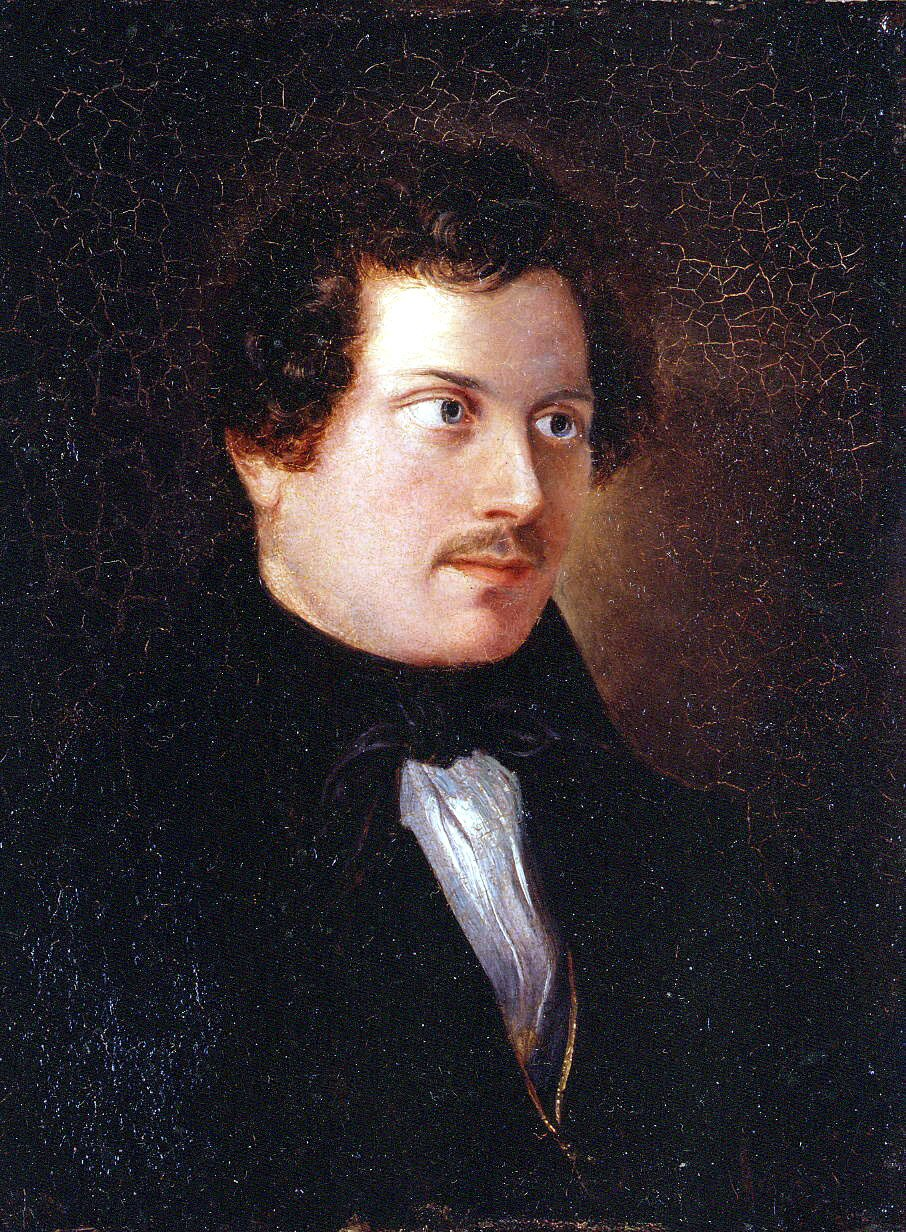
アドルフ・フリードリヒ・フォルマーの自画像(1830年頃)

アドルフ・フリードリヒ・フォルマー（Adolph Friedrich Vollmer, 1806年12月17日 - 1875年2月12日）はドイツの画家である。風景画や海洋画を描いた。ハンブルク出身で初期の自然主義画家、クリスティアン・モルゲンシュテルン（1805–1867)とは同時代の画家である。

## 略歴
ハンブルクで生まれた。父親はハンブルクの商人の事務職で、父親の反対に従わず、画家の道に進んだ。ハンブルクの有名な版画出版業者のズール兄弟のもとに見習いで入り、ドイツ各地を、ズール兄弟の一人、コーネリウス・ズールとともに、一年半ほど旅して修行した。ハンブルクの画商によって、当時、モルゲンシュテルンやオットー・シュペクター（Otto Speckter）のような若い芸術家のパトロンをしていた貴族のフォン・ルモール（Carl Friedrich von Rumohr）に紹介された。おそらくは、フォン・ルモールの援助で、デンマーク王立美術院に入学し、クリストファー・エカスベアに学んだ。1832年に帰国し、15人の芸術家とハンブルク美術協会（Hamburger Künstlerverein von 1832）を設立した。その後、モルゲンシュテルンが活動していたミュンヘンに移るが、モルゲンシュテルンとは距離を置いていたとされる。その後、ボーデン湖、オーストリアやスイスのアルプス、ヴェネツィア、ルアーブル、オランダを旅した。
1839年からハンブルクに住み、牧師の娘と結婚した。息子には建築家として知られるヨハネス・フォルマー（Johannes Vollmer）らがいる。1866年に失明し、1875年にハンブルクで没した。

## 作品
- 海洋画(1832)
- 海洋画(年代不明)
- ハンブルクの港
- ホルシュタインの風景 (1827)
- エルベ川の風景 (ca. 1830)
- ハンブルクの港 (1839)
- ハンブルクの造船所(1840)
- Sachsenwaldハンブルク近郊の森(1852)
- 月夜の橋